# 大塩まゆみ
大塩 まゆみ（おおしお まゆみ、1954年 - ）は、日本の社会福祉学者。専門分野は、社会福祉学・高齢者福祉論・家族福祉政策・社会福祉思想。
同志社大学文学部社会学科社会福祉学専攻卒業。同大学大学院文学研究科社会福祉学専攻博士課程後期修了。社会福祉学博士。滋賀文化短期大学人間福祉学科専任講師、助教授を経て、福井県立大学看護福祉学部教授、同大学院看護福祉学研究科、地域経済研究所教授。2009年龍谷大学社会学部教授。

## 著書
- 『高齢者施設の未来を拓く』（共編著）
- 『社会福祉概論』（共編著）『人間福祉の思想と実践』（共著）
- 『ホームヘルパーのためのスーパービジョン』 （共著）
- 『高齢者福祉論』（共著）『ジェンダーエシックスと社会福祉』（共著）
- 『老後保障を学ぶ人のために』（共著）
- 『家族手当の研究―児童手当から家族政策を展望する―』（単著）